# Pandemia

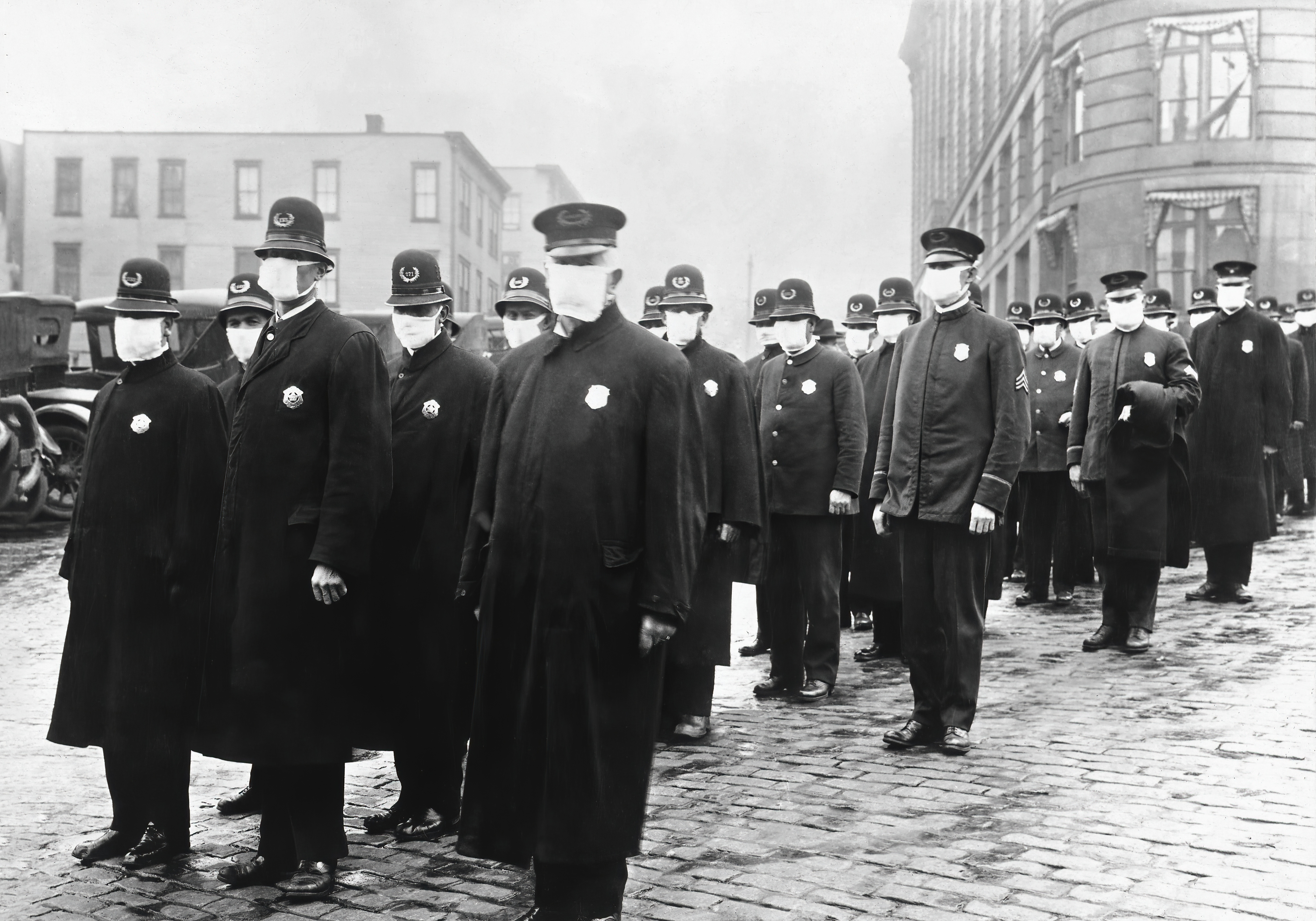
Policiais vestindo máscaras cirúrgicas feitas pela Cruz Vermelha em Seattle, durante a pandemia da gripe espanhola de 1918.

Uma pandemia (do grego πανδήμιος «de todo o povo») é uma epidemia de doença infecciosa que se espalha entre a população localizada numa grande região geográfica como, por exemplo, todo o planeta Terra.

## Aparecimento
De acordo com a Organização Mundial da Saúde (OMS), uma pandemia pode começar quando se reúnem estas três condições:
- O aparecimento de uma nova doença na população;
- O agente infecta humanos, causando uma doença séria;
- O agente espalha-se fácil e sustentavelmente entre humanos.

Uma doença ou condição, não pode ser considerada uma pandemia somente por estar difundida ou matar um grande número de pessoas; deve também ser infecciosa. Por exemplo, câncer é responsável por um número grande de mortes, mas não é considerada uma pandemia porque a doença não é contagiosa (embora certas causas de alguns tipos de câncer possam ser).

### Exemplo
Infecção das células hepáticas pelo HBV (Hepatite B Vírus) que se exterioriza por um espectro de síndromes que vão desde a infecção inaparente e subclínica até a rapidamente progressiva e fatal. Os sintomas quando presentes são: falta de apetite, febre, náuseas, vômitos, astenia, diarreia, dores articulares, icterícia (amarelamento da pele e mucosas), entre os mais comuns.
Sinônimos
Hepatite sérica.
Agente
HBV (Hepatite B Vírus), que é um vírus DNA (hepadnavirus).
Complicações/Consequências
Hepatite crônica, Cirrose hepática, Câncer do fígado (Hepatocarcinoma), além de formas agudas severas com coma hepático e óbito.
Transmissão
Através da solução de continuidade da pele e mucosas. Relações sexuais. Materiais ou instrumentos contaminados: Seringas, agulhas, perfuração de orelha, tatuagens, procedimentos odontológicos ou cirúrgicos, procedimentos de manicura ou pedicura etc. Transfusão de sangue e derivados. Transmissão vertical: da mãe portadora para o recém-nascido, durante o parto (parto normal ou cesariana). O portador crônico pode ser infectante pelo resto da vida.

## Fases mundiais de pandemia
A Organização Mundial de Saúde (OMS) desenvolveu um plano de preparação de gripe global que define as fases de uma pandemia, esboços no papel da OMS, e faz recomendações para medidas nacionais antes e durante uma pandemia. As fases são:

### Período de interpandemia
- Fase 1: Nenhum novo subtipo de vírus de gripe foi descoberto em humanos.
- Fase 2: Nenhum novo subtipo de vírus de gripe foi descoberto em humanos, mas uma doença, variante animal ameaça.

### Períodos de alerta de pandemia
- Fase 3: Infecção (humana) com um subtipo novo mas nenhuma expansão de humano para humano.
- Fase 4: Pequeno(s) foco(s) com transmissão de humano para humano com localização limitada.
- Fase 5: Maior(es) foco(s) da expansão de humano para humano ainda localizado.

### Período de pandemia
- Fase 6: Pandemia: aumenta a transmissão contínua entre a população geral.

## Pandemias e epidemias na história
Já aconteceram várias pandemias significativas na história da humanidade, como a gripe e a tuberculose.

### Epidemias
Algumas epidemias foram tão intensas que quase chegaram a aniquilar cidades inteiras:

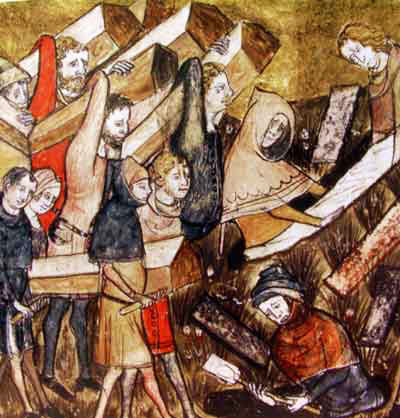
Doentes de Peste negra. Iluminura. c.. MS 13076-77, f. 24v.

- Peste do Egito (430 a.C.) - a febre tifoide matou um quarto das tropas atenienses e um quarto da população da cidade durante a Guerra do Peloponeso. Esta doença fatal debilitou o domínio de Atenas, mas a virulência completa da doença preveniu sua expansão para outras regiões, a doença exterminou seus hospedeiros a uma taxa mais rápida que a velocidade de transmissão. A causa exata da peste era por muitos anos desconhecida; em janeiro de 2006, investigadores da Universidade de Atenas analisaram dentes recuperados de uma sepultura coletiva debaixo da cidade e confirmaram a presença de bactérias responsáveis pela febre tifoide;
- Peste Antonina (165–180) - possivelmente causada pela varíola trazida próximo ao Leste; matou um quarto dos infectados. Cinco milhões no total;
- Peste de Cipriano (250–271) - possivelmente causada por varíola ou sarampo, iniciou-se nas províncias orientais e espalhou-se pelo Império Romano inteiro. Segundo relatado, em seu auge chegou a matar 5 000 pessoas por dia em Roma;[3]
- Peste de Justiniano 541). A primeira contaminação registrada de peste bubônica. Começou no Egito e chegou à Constantinopla na primavera seguinte, enquanto matava (de acordo com o cronista bizantino Procópio de Cesareia) 10 000 pessoas por dia, atingindo 40% dos habitantes da cidade. Foi eliminada até um quarto da população do oriente médio;
- Peste Negra (1300) - oitocentos anos depois do último aparecimento, a peste bubônica tinha voltado à Europa. Começando a contaminação na Ásia, a doença chegou à Europa mediterrânea e ocidental em 1348 e matou vinte milhões de europeus em seis anos, um quarto da população total e até metade nas áreas urbanas mais afetadas.

### Pandemias
A primeira pandemia reconhecida iniciou na Ásia no verão de 1580 e dentro de 6 meses havia se espalhado para a África e Europa, até migrar para a América do Norte. Houve taxas elevadas da doença e uma característica comum a futuras pandemias de gripe foi relatada no Reino Unido: a ocorrência de várias ondas de infecção - no verão e outono daquele ano. Além da Gripe, outros tipos de pandemias tem sido registrados na história, como a pandemia de Tifo da época das cruzadas e as de Cólera que tem sido registradas desde 1816. Um surto de conjuntivite hemorrágica aguda foi reconhecida primeiro durante 1969 em Gana e logo após em outros países africanos. O surto alcançou proporções pandêmicas, com dez milhões de pessoas envolvidas de 1969 a 1971.

#### Cólera
- Primeira pandemia entre 1816 e 1826. Primeiramente restringida ao subcontinente indiano, a pandemia começou em Bengala, então espalhou-se pela Índia antes de 1820. Estendeu-se até a China e o Mar Cáspio antes de retroceder.
- A segunda pandemia (1829–1851) começou na Europa, chegando em Londres em 1832, em Ontário e Nova Iorque no mesmo ano, e na costa do Pacífico, na América do Norte, antes de 1834.
- A terceira pandemia (1852–1860), sendo a Rússia principalmente afetada, com mais de um milhão de mortes.
- A quarta pandemia (1863–1875) espalhou-se principalmente na Europa e na África.
- A quinta em 1866 havia uma contaminação na América do Norte.
- A sexta em 1892. A cólera contaminou a provisão de água de Hamburgo, na Alemanha, e causou 8 606 mortes.
- A sétima pandemia (1899–1923) teve pouco efeito na Europa por causa de avanços em saúde pública, mas a Rússia foi novamente afetada. Foi decorrente do biótipo eltor, reconhecido pela primeira vez em 1911.[6]
- A oitava pandemia começou na Indonésia em 1961, e chegou a Bangladesh em 1963, na Índia em 1964, e a URSS em 1966.

#### Gripe
- A primeira pandemia reconhecida, provavelmente de gripe, iniciou na Ásia no verão de 1580 e se espalhou para a África e Europa, e América do Norte.[4]
- A primeira pandemia reconhecida dos anos 1700 ocorreu entre 1729 e 1733. Se originou na primavera de 1729 na Rússia passou para a Europa e daí para o mundo todo. A pandemia foi descrita como dois surtos não relacionados de gripe sendo o de 1729-1730 menos severo e o de 1732-1733 uma pandemia real.[4]
- A segunda pandemia do século XVIII iniciou no outono de 1781 na China e se espalhou para a Rússia. Em oito meses se espalhou para a Europa e daí para o resto do mundo.[4]
- A pandemia de 1830-1833 iniciou na China no inverno de 1830 e se espalhou rapidamente para as Filipinas, Índia e Indonésia, cruzando através da Rússia para a Europa, alcançando a América do Norte em 1831-1832. A doença ocorreu recorrentemente duas vezes na Europa, em 1831-1832 e em 1832-1833.[4]
- Gripe russa (1889–1892) - foi detectada em maio de 1889 em Bukhara, Rússia.[7] Em outubro, tinha chegado a Tomsk e no Cáucaso. Espalhou-se rapidamente pelo oeste e atingiu a América do Norte em dezembro de 1889, América do Sul entre fevereiro e abril de 1890, Índia entre fevereiro e março de 1890 e Austrália entre março e abril de 1890. Era causada pelo subtipo H2N2 do vírus influenza[8] e teve uma taxa de mortalidade muito alta.
- A origem da pandemia de 1898-1900 não é conhecida, mas ocorreram grandes epidemias na Europa, Austrália, América do Norte, Japão e ilhas do Pacífico. Soro recolhido em 1968 de pessoas vivas em 1898 indicaram a presença de anticorpos para o vírus Influenza A/H3.[4]
- Gripe espanhola (1918–1919) - identificada no começo de março de 1918 em tropas dos Estados Unidos que treinavam no Acampamento Funston, Kansas. Coincidiu com o fim da Primeira Guerra Mundial.[4] Em outubro de 1918 tinha espalhado-se para se tornar uma pandemia mundial, atingindo todos os continentes. Extraordinariamente mortal e violenta, quase terminou tão depressa quanto começou, desaparecendo completamente dentro de 18 meses. É a pandemia mais devastadora que se conhece.[9] Esta epidemia foi extensivamente narrada e foi descrita como "o maior holocausto médico da história".[10] Em seis meses, 25 milhões de pessoas estavam mortas (algumas estimativas que esse número seja duas vezes maior). Calculou-se que 17 milhões de pessoas morreram na Índia, 500 mil nos Estados Unidos e 200 mil no Reino Unido. O vírus foi reconstruído recentemente por cientistas do CDC que estudavam restos de cadáveres preservados pelo permafrost no Alasca. Eles identificaram isto como um tipo de vírus H1N1.
- Gripe asiática (1957–1958) - o vírus H2N2 causou aproximadamente 70 mil mortes nos Estados Unidos. Identificado na China em fevereiro de 1957, a gripe asiática espalhou-se para os Estados Unidos em junho de 1957.[4]
- Gripe de Hong Kong (1968) - iniciou na China e o surto se espalhou para Hong Kong em julho de 1968 causando 500 mil casos em apenas duas semanas. A pandemia alcançou os Estados Unidos a partir de soldados que lutavam na Guerra do Vietnam. Na Europa a doença foi diagnosticada em setembro do mesmo ano  tendo alcançado a América do Sul e a África do Sul um ano depois.[4]
- Gripe russa de 1977 (1977-1979) - a pandemia começou no norte da China e na União Soviética em 1977, que matou cerca de 700 000 pessoas em todo o mundo.[11][12] Foi causada pelo vírus da gripe H1N1 e geralmente acredita-se que o vírus foi liberado para o público em geral em um acidente de laboratório.[13][14]
- Gripe suína refere-se à gripe causada pelas estirpes de vírus da gripe, chamadas vírus da gripe suína, que habitualmente infectam porcos, onde são endémicas.[2] Em 1976 houve um surto em New Jersey, mas as medidas preventivas evitaram que se espalhasse. É possível que poderia ter sido uma pandemia mas que foi evitada.[4] No Surto de 2009 todas estas estirpes são encontradas no vírus da gripe C e nos subtipos do vírus da gripe A.

#### Tifo
Surgindo durante as Cruzadas, o Tifo teve seu primeiro impacto na Europa em 1489, na Espanha. Durante a luta entre espanhóis Cristãos e os muçulmanos em Granada, os espanhóis perderam 3 mil pessoas na guerra e 20 mil com o tifo. Em 1542, 30 mil pessoas morreram de tifo enquanto lutavam contra os otomanos nos Bálcãs. A doença também teve um papel principal na destruição no fracasso de Napoleão na Rússia em 1812. O Tifo também matou inúmeros prisioneiros nos campos de concentração nazistas, durante a Segunda Guerra Mundial.

## Efeitos da colonização
Encontros entre os exploradores europeus e as populações no resto do mundo introduziram várias epidemias em diferentes locais. Metade da população nativa da América Espanhola em 1518 foi morta através da varíola. A Varíola atingiu o México na década de 1520, matando 150 mil pessoas em Tenochtitlán e o Peru na década de 1530, ajudando os conquistadores europeus. O Sarampo matou dois milhões de nativo mexicanos adicionais na década de 1600. Mais tarde, entre 1848 e 1849, entre 40 mil e 150 mil havaianos morreram de sarampo. Também há várias doenças desconhecidas que eram extremamente sérias mas desapareceram atualmente, assim a etiologia destas doenças não pode ser estabelecida. A causa do chamado "Suor inglês", no século XVI, na Inglaterra, que foi tão temido quanto a peste bubônica, ainda é desconhecida.

## Pandemias atuais
Atualmente, no mundo, existem duas pandemias em curso, da AIDS, desde 1981 e da COVID-19, desde 2020.

### HIV/AIDS
O vírus HIV causa a AIDS (SIDA em português) doença que é considerada como pandemia global com uma taxa de infecção muito alta, especialmente na África subsaariana.  A efectiva educação sobre práticas sexuais mais segura e de precauções, ajudou a reduzir a velocidade as taxas de infecção em vários países africanos, devido a programas de educação nacionais patrocinados pelos governos.
As taxas de infecção estão subindo novamente na Ásia e na América.

### COVID-19

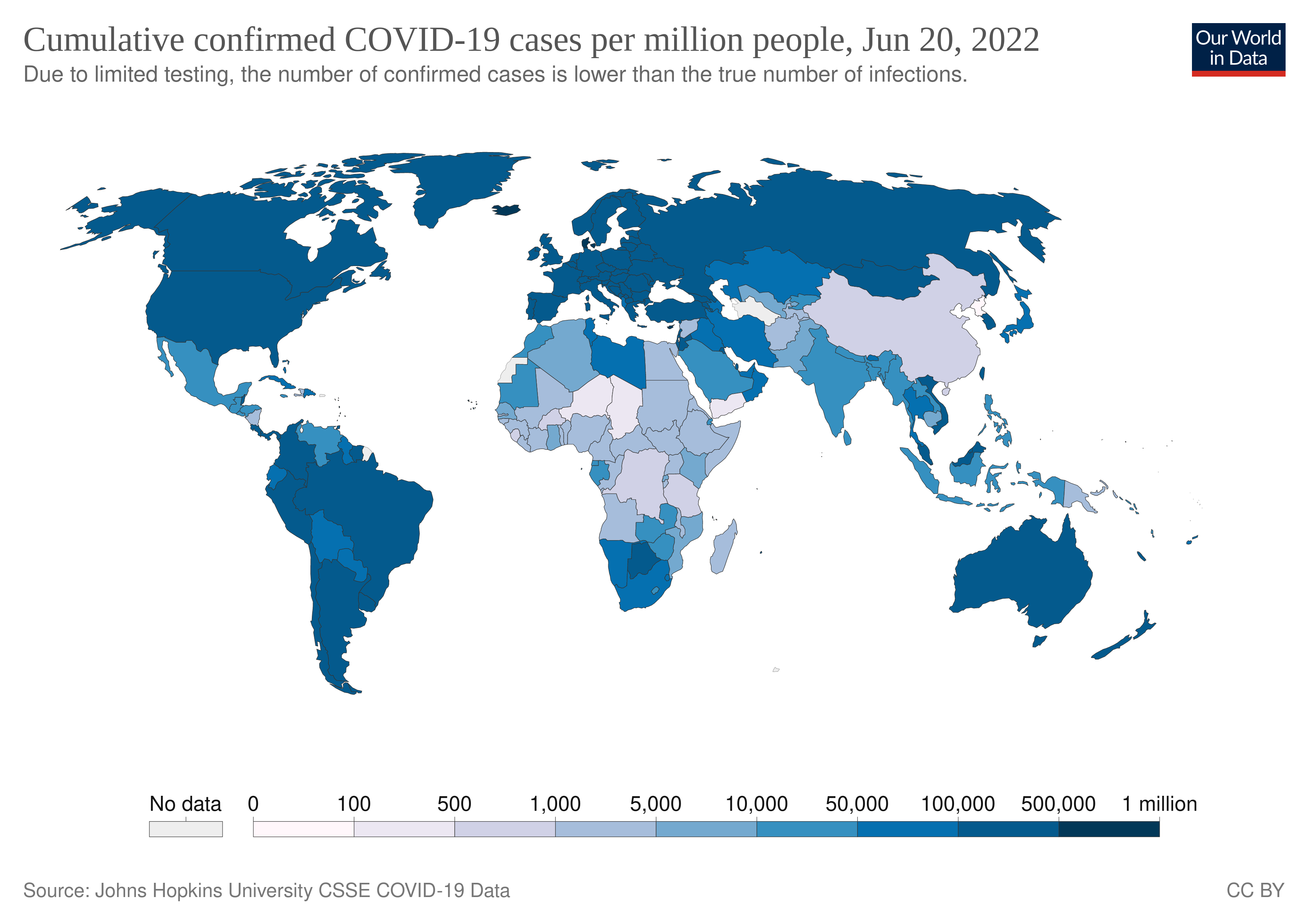
Total de casos confirmados de COVID-19 por milhão de habitantes.

Um novo tipo de coronavírus foi identificado em Wuhan, Hubei, China, em dezembro de 2019. O vírus causou um aglomerado de casos de uma doença respiratória aguda, que foi chamada de COVID-19. No dia 11 de março de 2020, a OMS classificou a COVID-19 como uma pandemia global.

## Interesse sobre possíveis pandemias no futuro
O vírus ébola e outras doenças rapidamente letais como a Febre de Lassa, vírus de Marburg e a Febre hemorrágica boliviana são doenças altamente contagiosas e mortais com o potencial teórico de se tornar pandemias. A habilidade dessas doenças para espalhar-se e causar uma pandemia é limitada, pois sua transmissão depende de contato íntimo com o vetor infectado. Mutações genéticas poderiam acontecer podendo elevar o potencial dessas doenças de se infectar, por isso, é necessária uma observação constante por parte da comunidade científica.

### Resistência antibiótica
Antibióticos resistentes também podem reavivar doenças consideradas controladas, são as chamadas superbactérias. Casos de tuberculose resistente a todos os tratamentos tradicionalmente efetivos emergiram, causando grande preocupação aos profissionais de saúde. Tais bactérias comuns como Staphylococcus aureus e espécies de Enterococcus que desenvolveram resistência a antibióticos disponíveis mais fortes como vancomycin emersas nos últimos 20 anos como uma causa importante de infecções hospitalares. Nos Estados Unidos, 2 000 000 pessoas por ano estão pegando infecções hospitalares depois tido sido admitido para hospitais para receber cuidado médico por razões sem conexões. O mais recentes números de infecções assusta, em 2006 surgiam 4 casos novos por minuto. Organizações mundiais de saúde juntam esforços para erradicar estas novas doenças.

### SARS
Em 2003, havia preocupações que a SARS, uma forma nova e altamente contagiosa de pneumonia atípica causada por um coronavírus SARS-CoV, poderia se tornar pandemia. A ação rápida por autoridades nacionais e internacionais de saúde como a Organização Mundial de Saúde ajudaram a deixar transmissão lenta, terminando as epidemias localizadas antes que eles pudessem se tornar uma pandemia. A doença não foi erradicada, porém, poderia reemergir inesperadamente, enquanto autorizando monitorando e poderia embalar informando de casos suspeitos de pneumonia atípica.

### Gripe aviária
Em fevereiro de 2004, o vírus da gripe aviária foi descoberto em pássaros no Vietnã. Teme-se que, se o vírus da gripe aviaria combinar com um vírus de gripe humano (em um pássaro ou um humano), o subtipo novo criado poderia ser altamente contagioso e altamente letal em humanos. Tal subtipo poderia causar uma pandemia de gripe global, semelhante à gripe espanhola, ou o mais baixo pandemia de mortalidade como a gripe asiática e a gripe de Hong Kong.

### Gripe suína (Gripe A)

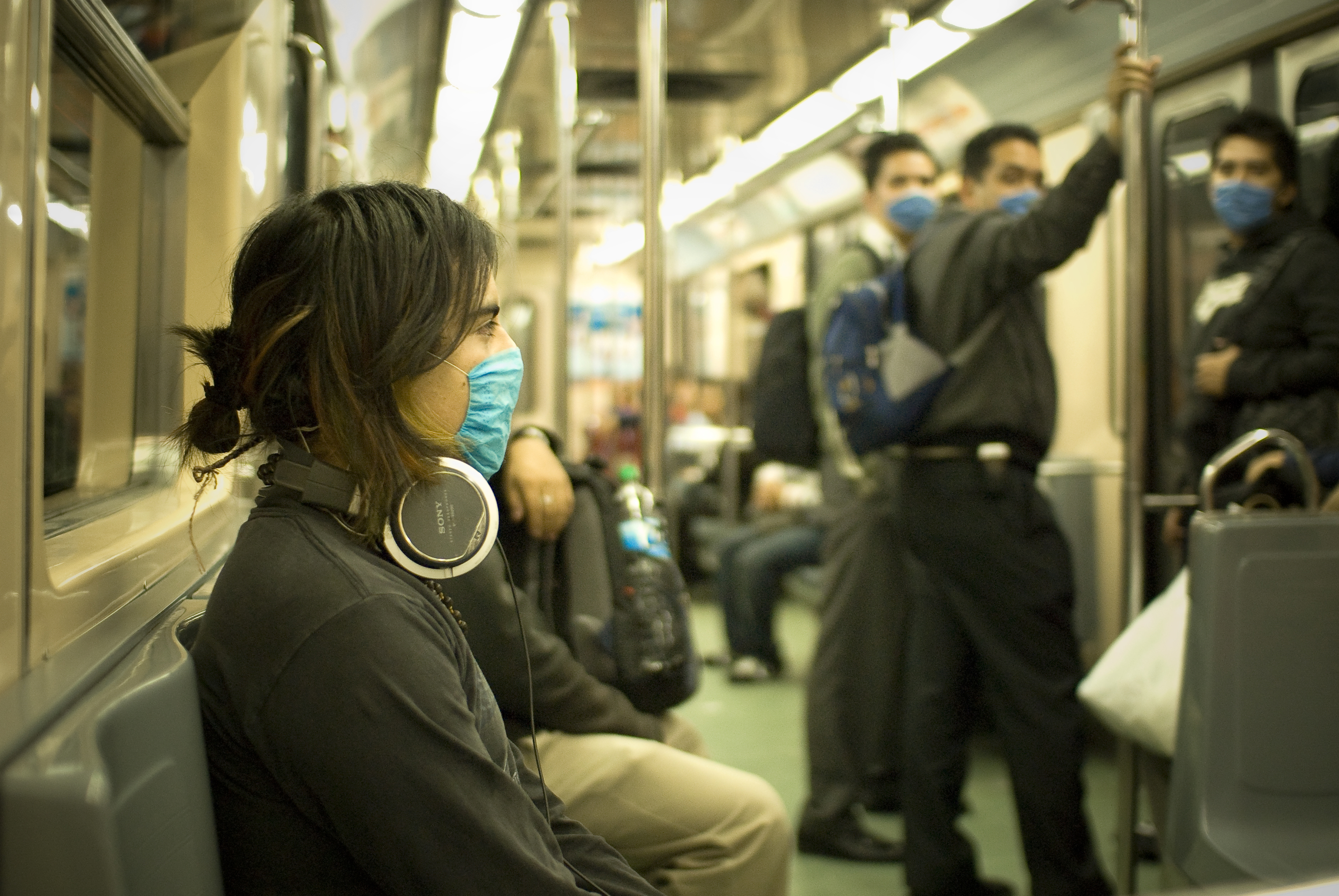
Pessoas usando máscaras no metrô da Cidade do México durante o surto de gripe suína na América do Norte em 2009.

Gripe suína é o nome dado a uma doença  causada pelo vírus H1N1, uma combinação das cepas dos vírus aviário e humano.  A contaminação se dá de um humano contaminado ou objetos contaminados para outro humano. Não há riscos no contato entre porcos e humanos, nem no consumo da carne de porco. Em 2009, em meio a um surto da doença, o governo mexicano anunciou 150 mortes ate o dia 29 de abril de 2009 causadas pelo H1N1 o que levou a Organização Mundial da Saúde a declarar que a doença tem grandes chances de se tornar uma pandemia. No dia 30 de Abril de 2009 a OMS aumentou o nível pandêmico da gripe AH1N1 para fase 5.
 O nome Gripe Suína foi alterado pela OMS para Gripe A, pois o nome poderia afetar o comércio suíno. No dia 11 de junho de 2009 a OMS aumentou o nível para 6, caracterizando uma pandemia. No momento do decreto eram registrados 27 737 casos de gripe A no mundo e 141 mortes.